# Dólares American Innovation

Los dólares de American Innovation son monedas de dólar, de una serie acuñada por la Casa de Moneda de los Estados Unidos a partir de 2018 y programada para 2032. Está previsto que cada miembro de la serie muestre una innovación, innovador o grupo de innovadores de un Estado o territorio en particular.

### Historia
El Senado de los Estados Unidos aprobó el 20 de junio de 2018 la legislación que autoriza el Programa de Monedas de 1 $ de American Innovation, que modifica un proyecto de ley anterior de la Cámara, y el proyecto de ley modificado por el Senado fue aprobado por la Cámara de Representantes de los Estados Unidos el 27 de junio de 2018. Fue promulgada por el presidente Donald Trump el 18 de julio de 2018. El programa se lanzó oficialmente el 14 de diciembre de 2018, con el lanzamiento de una moneda introductoria especial que conmemora la firma de George Washington de la primera patente estadounidense. Sin embargo, estas monedas no se lanzan a la circulación, y solo están disponibles con una prima en bolsas y rollos directamente de la Casa de Moneda de los Estados Unidos. Los problemas no circulados llevan la marca de ceca "P" o "D" que significa su acuñación en Philadelphia Mint o Denver Mint, respectivamente. Las monedas de prueba y de prueba inversa para los coleccionistas llevan la marca de ceca "S" que significa su acuñación en la Casa de Moneda de San Francisco.
Se lanzarán cuatro nuevas monedas cada año "celebrando innovaciones e innovadores" de cada uno de los cincuenta estados, el Distrito de Columbia y los cinco territorios de los Estados Unidos (Puerto Rico, Guam, Samoa Estadounidense, las Islas Vírgenes de los Estados Unidos y las Islas Marianas del Norte). Todas las monedas emitidas a través de este programa tendrán el mismo diseño anverso que muestra la Estatua de la Libertad, y contendrán las palabras: "In God We Trust" y "$1".

### Historia del diseño
Se emitirán monedas que representan diseños que simbolizan rasgos esencialmente estadounidenses: la voluntad de explorar, descubrir y crear el propio destino. El programa muestra una innovación, un innovador o grupo de innovadores de cada Estado o territorio en acabados sin circular y de prueba.
En 2019 se añadió una marca de acuñación debajo del lema "In God We Trust".
| Año  | N.º | Estado o Territorio                  | Tema                                             | Marca de acuñación | Diseño | Descripción                                                                         | Fecha                    | Acuñación  | Acuñación | Acuñación     | Acuñación      |
| Año  | N.º | Estado o Territorio                  | Tema                                             | Marca de acuñación | Diseño | Descripción                                                                         | Fecha                    | Filadelfia | Denver    | San Francisco | San Francisco  |
| Año  | N.º | Estado o Territorio                  | Tema                                             | Marca de acuñación | Diseño | Descripción                                                                         | Fecha                    | Filadelfia | Denver    | Prueba        | Prueba inversa |
| ---- | --- | ------------------------------------ | ------------------------------------------------ | ------------------ | --- | ----------------------------------------------------------------------------------- | ------------------------ | ---------- | --------- | ------------- | -------------- |
| 2018 | 1   | Introducción                         | Primera patente                                  | JK                 | | Introducción Firma de George Washington                                             | 14 de diciembre de 2018  | 700 500    | 680 525   | 206 886       | 74 720         |
| 2019 | 2   | Delaware                             | Annie Jump Cannon                                |                    | | Silueta de Cannon contra un cielo nocturno con múltiples estrellas visibles.        | 19 de septiembre de 2019 | TBA        | TBA       | TBA           | TBA            |
| 2019 | 3   | Pensilvania                          | Vacuna de la polio                               |                    | Microscopio y a poliovirus                                                                                           | 24 de octubre de 2019                                                               | TBA                      | TBA        | TBA       | TBA           |                |
| 2019 | 4   | New Jersey                           | Luz eléctrica                                    |                    | Lámpara incandescente de Thomas Alva Edison                                                                          | 21 de noviembre de 2019                                                             | TBA                      | TBA        | TBA       | TBA           |                |
| 2019 | 5   | Georgia                              | Trustees’ Garden                                 |                    | Plantación de semillas a mano, con plántulas que incluyen naranjo, sasafrás, vid, morera, lino, melocotonero y olivo | 19 de diciembre de 2019                                                             | TBA                      | TBA        | TBA       | TBA           |                |
| 2020 | 6   | Connecticut                          | Escala Variable de Gerber                        |                    | | La escala variable de Gerber usada para agrandar la forma del estado de Connecticut | 21 de julio de 2020      | TBA        | TBA       | TBA           | TBA            |
| 2020 | 7   | Massachusetts                        | Teléfono                                         |                    | Disco de marcar | 29 de octubre de 2020                                                               | TBA                      | TBA        | TBA       | TBA           |                |
| 2020 | 8   | Maryland                             | Telescopio espacial Hubble                       |                    | El Telescopio Espacial Hubble en órbita alrededor de la Tierra                                                       | 23 de octubre de 2020                                                               | TBA                      | TBA        | TBA       | TBA           |                |
| 2020 | 9   | Carolina del Sur                     | Septima Clark                                    |                    | Septima Clark en el Movimiento por los derechos civiles en Estados Unidos                                            | 19 de enero de 2021                                                                 | TBA                      | TBA        | TBA       | TBA           |                |
| 2021 | 10  | New Hampshire                        | Pong                                             |                    | | Videojuego de Pong de la videoconsola Magnavox Odyssey                              | 8 de junio de 2021       | TBA        | TBA       | TBA           | TBA            |
| 2021 | 11  | Virginia                             | Puente de la Bahía de Chesapeake                 |                    | Doble puente de carretera estadounidense del estado de Maryland                                                      | 27 de julio de 2021                                                                 | TBA                      | TBA        | TBA       | TBA           |                |
| 2021 | 12  | Nueva York                           | Canal de Erie                                    |                    | Un Paquebote por el Canal de Erie                                                                                    | 31 de agosto de 2021                                                                | TBA                      | TBA        | TBA       | TBA           |                |
| 2021 | 13  | Carolina del Norte                   | Universidad de Carolina del Norte en Chapel Hill |                    | Una Lámpara de conocimiento sobre una pila de libros con el lomo escrito "first public university".                  | 12 de octubre de 2021                                                               | TBA                      | TBA        | TBA       | TBA           |                |
| 2022 | 14  | Rhode Island                         | Yate Reliance                                    | TBA                | TBA | TBA                                                                                 | TBD 2022                 | TBA        | TBA       | TBA           | TBA            |
| 2022 | 15  | Vermont                              | Snowboard                                        | TBA                | TBA | TBA                                                                                 | TBD 2022                 | TBA        | TBA       | TBA           | TBA            |
| 2022 | 16  | Kentucky                             | Banjo Bluegrass                                  | TBA                | TBA | TBA                                                                                 | TBD 2022                 | TBA        | TBA       | TBA           | TBA            |
| 2022 | 17  | Tennessee                            | Autoridad del Valle del Tennessee                | TBA                | TBA | TBA                                                                                 | TBD 2022                 | TBA        | TBA       | TBA           | TBA            |
| 2023 | 18  | Ohio                                 | TBA                                              | TBA                | TBA | TBA                                                                                 | TBD 2023                 | TBA        | TBA       | TBA           | TBA            |
| 2023 | 19  | Luisiana                             | TBA                                              | TBA                | TBA | TBA                                                                                 | TBD 2023                 | TBA        | TBA       | TBA           | TBA            |
| 2023 | 20  | Indiana                              | TBA                                              | TBA                | TBA | TBA                                                                                 | TBD 2023                 | TBA        | TBA       | TBA           | TBA            |
| 2023 | 21  | Misisipi                             | TBA                                              | TBA                | TBA | TBA                                                                                 | TBD 2023                 | TBA        | TBA       | TBA           | TBA            |
| 2024 | 22  | Illinois                             | TBA                                              | TBA                | TBA | TBA                                                                                 | TBD 2024                 | TBA        | TBA       | TBA           | TBA            |
| 2024 | 23  | Alabama                              | TBA                                              | TBA                | TBA | TBA                                                                                 | TBD 2024                 | TBA        | TBA       | TBA           | TBA            |
| 2024 | 24  | Maine                                | TBA                                              | TBA                | TBA | TBA                                                                                 | TBD 2024                 | TBA        | TBA       | TBA           | TBA            |
| 2024 | 25  | Misuri                               | TBA                                              | TBA                | TBA | TBA                                                                                 | TBD 2024                 | TBA        | TBA       | TBA           | TBA            |
| 2025 | 26  | Arkansas                             | TBA                                              | TBA                | TBA | TBA                                                                                 | TBD 2025                 | TBA        | TBA       | TBA           | TBA            |
| 2025 | 27  | Míchigan                             | TBA                                              | TBA                | TBA | TBA                                                                                 | TBD 2025                 | TBA        | TBA       | TBA           | TBA            |
| 2025 | 28  | Florida                              | TBA                                              | TBA                | TBA | TBA                                                                                 | TBD 2025                 | TBA        | TBA       | TBA           | TBA            |
| 2025 | 29  | Texas                                | TBA                                              | TBA                | TBA | TBA                                                                                 | TBD 2025                 | TBA        | TBA       | TBA           | TBA            |
| 2026 | 30  | Iowa                                 | TBA                                              | TBA                | TBA | TBA                                                                                 | TBD 2026                 | TBA        | TBA       | TBA           | TBA            |
| 2026 | 31  | Wisconsin                            | TBA                                              | TBA                | TBA | TBA                                                                                 | TBD 2026                 | TBA        | TBA       | TBA           | TBA            |
| 2026 | 32  | California                           | TBA                                              | TBA                | TBA | TBA                                                                                 | TBD 2026                 | TBA        | TBA       | TBA           | TBA            |
| 2026 | 33  | Minnesota                            | TBA                                              | TBA                | TBA | TBA                                                                                 | TBD 2026                 | TBA        | TBA       | TBA           | TBA            |
| 2027 | 34  | Oregón                               | TBA                                              | TBA                | TBA | TBA                                                                                 | TBD 2027                 | TBA        | TBA       | TBA           | TBA            |
| 2027 | 35  | Kansas                               | TBA                                              | TBA                | TBA | TBA                                                                                 | TBD 2027                 | TBA        | TBA       | TBA           | TBA            |
| 2027 | 36  | Virginia Occidental                  | TBA                                              | TBA                | TBA | TBA                                                                                 | TBD 2027                 | TBA        | TBA       | TBA           | TBA            |
| 2027 | 37  | Nevada                               | TBA                                              | TBA                | TBA | TBA                                                                                 | TBD 2027                 | TBA        | TBA       | TBA           | TBA            |
| 2028 | 38  | Nebraska                             | TBA                                              | TBA                | TBA | TBA                                                                                 | TBD 2028                 | TBA        | TBA       | TBA           | TBA            |
| 2028 | 39  | Colorado                             | TBA                                              | TBA                | TBA | TBA                                                                                 | TBD 2028                 | TBA        | TBA       | TBA           | TBA            |
| 2028 | 40  | Dakota del Norte                     | TBA                                              | TBA                | TBA | TBA                                                                                 | TBD 2028                 | TBA        | TBA       | TBA           | TBA            |
| 2028 | 41  | Dakota del Sur                       | TBA                                              | TBA                | TBA | TBA                                                                                 | TBD 2028                 | TBA        | TBA       | TBA           | TBA            |
| 2029 | 42  | Montana                              | TBA                                              | TBA                | TBA | TBA                                                                                 | TBD 2029                 | TBA        | TBA       | TBA           | TBA            |
| 2029 | 43  | Washington                           | TBA                                              | TBA                | TBA | TBA                                                                                 | TBD 2029                 | TBA        | TBA       | TBA           | TBA            |
| 2029 | 44  | Idaho                                | TBA                                              | TBA                | TBA | TBA                                                                                 | TBD 2029                 | TBA        | TBA       | TBA           | TBA            |
| 2029 | 45  | Wyoming                              | TBA                                              | TBA                | TBA | TBA                                                                                 | TBD 2029                 | TBA        | TBA       | TBA           | TBA            |
| 2030 | 46  | Utah                                 | TBA                                              | TBA                | TBA | TBA                                                                                 | TBD 2030                 | TBA        | TBA       | TBA           | TBA            |
| 2030 | 47  | Oklahoma                             | TBA                                              | TBA                | TBA | TBA                                                                                 | TBD 2030                 | TBA        | TBA       | TBA           | TBA            |
| 2030 | 48  | Nuevo México                         | TBA                                              | TBA                | TBA | TBA                                                                                 | TBD 2030                 | TBA        | TBA       | TBA           | TBA            |
| 2030 | 49  | Arizona                              | TBA                                              | TBA                | TBA | TBA                                                                                 | TBD 2030                 | TBA        | TBA       | TBA           | TBA            |
| 2031 | 50  | Alaska                               | TBA                                              | TBA                | TBA | TBA                                                                                 | TBD 2031                 | TBA        | TBA       | TBA           | TBA            |
| 2031 | 51  | Hawaii                               | TBA                                              | TBA                | TBA | TBA                                                                                 | TBD 2031                 | TBA        | TBA       | TBA           | TBA            |
| 2031 | 52  | Distrito de Columbia                 | TBA                                              | TBA                | TBA | TBA                                                                                 | TBD 2031                 | TBA        | TBA       | TBA           | TBA            |
| 2031 | 53  | Puerto Rico                          | TBA                                              | TBA                | TBA | TBA                                                                                 | TBD 2031                 | TBA        | TBA       | TBA           | TBA            |
| 2032 | 54  | Guam                                 | TBA                                              | TBA                | TBA | TBA                                                                                 | TBD 2032                 | TBA        | TBA       | TBA           | TBA            |
| 2032 | 55  | Samoa Estadounidense                 | TBA                                              | TBA                | TBA | TBA                                                                                 | TBD 2032                 | TBA        | TBA       | TBA           | TBA            |
| 2032 | 56  | Islas Vírgenes de los Estados Unidos | TBA                                              | TBA                | TBA | TBA                                                                                 | TBD 2032                 | TBA        | TBA       | TBA           | TBA            |
| 2032 | 57  | Islas Marianas del Norte             | TBA                                              | TBA                | TBA | TBA                                                                                 | TBD 2032                 | TBA        | TBA       | TBA           | TBA            |